# Свято-Миколаївський храм (Харків)
Свято-Миколаївський храм — православна церква у місті Харків Харківської області, Освячена 2 листопада 1900 р. Знаходиться на околиці міста в селищі Жихор, за адресою вул. Гетьманська, 11.

## Історія
Перша церква Святого Миколая була збудована у 1741 р. на кошти полковника Андрія Щербініна. Вона була дерев'яною і згоріла. У 1846 р.  церкву було відновлено.

## Будівництво храму
Будівництво кам'яного храму на місті дерев'яної церкви було розпочато у 1890 р. Проектував споруду відомий архітектор В. Х. Нємкін. Кошти на будівництво збирали самі парафіяни. В архітектурі храму простежуються стилізовані елементі російського культового зодчества кінця ХІХ ст. Хрестоподібний у плані, одноголовий, з прямокутною абсидою, храм з'єднаний з дзвіницею. У декорі використані форми російського зодчества, а також деталі класицизму. У храмі було багато старовинних ікон, меценати пожертвували рідкісний іконостас. Будівництво однопристольного храму було завершено у 1900 р.  Освячено храм другого листопада. При храмі діяла церковно-приходська школа. Парафіянами храму крім жихорців, були також мешканці хуторів Карачівка, Гути, Мокрий Жихор.

## Радянські роки
Після революції 1917 р. церкву спіткала доля багатьох культових споруд. Її кілька разів закривали, використовували не за призначенням. Всі цінності були вилучені на користь держави. Багато храмових ікон було спалено. Центральний купол був розібраний. Храм перетворили на кінотеатр, а пізніше — на зерносховище. Будівлю церковно-приходської школи було зруйновано, а кам'яний храмовий паркан розібраний на потреби держави.
У період Німецько-радянської війни 1941—1945 рр. була знесена дзвіниця, фасад храму дуже постраждав від мінних осколків і снарядів.
Після війни церква певний час залишалася спустошеною і занедбаною. За свідченнями парафіян-старожилів богослужіння відновлені у 1960-х рр.

## Теперішній час

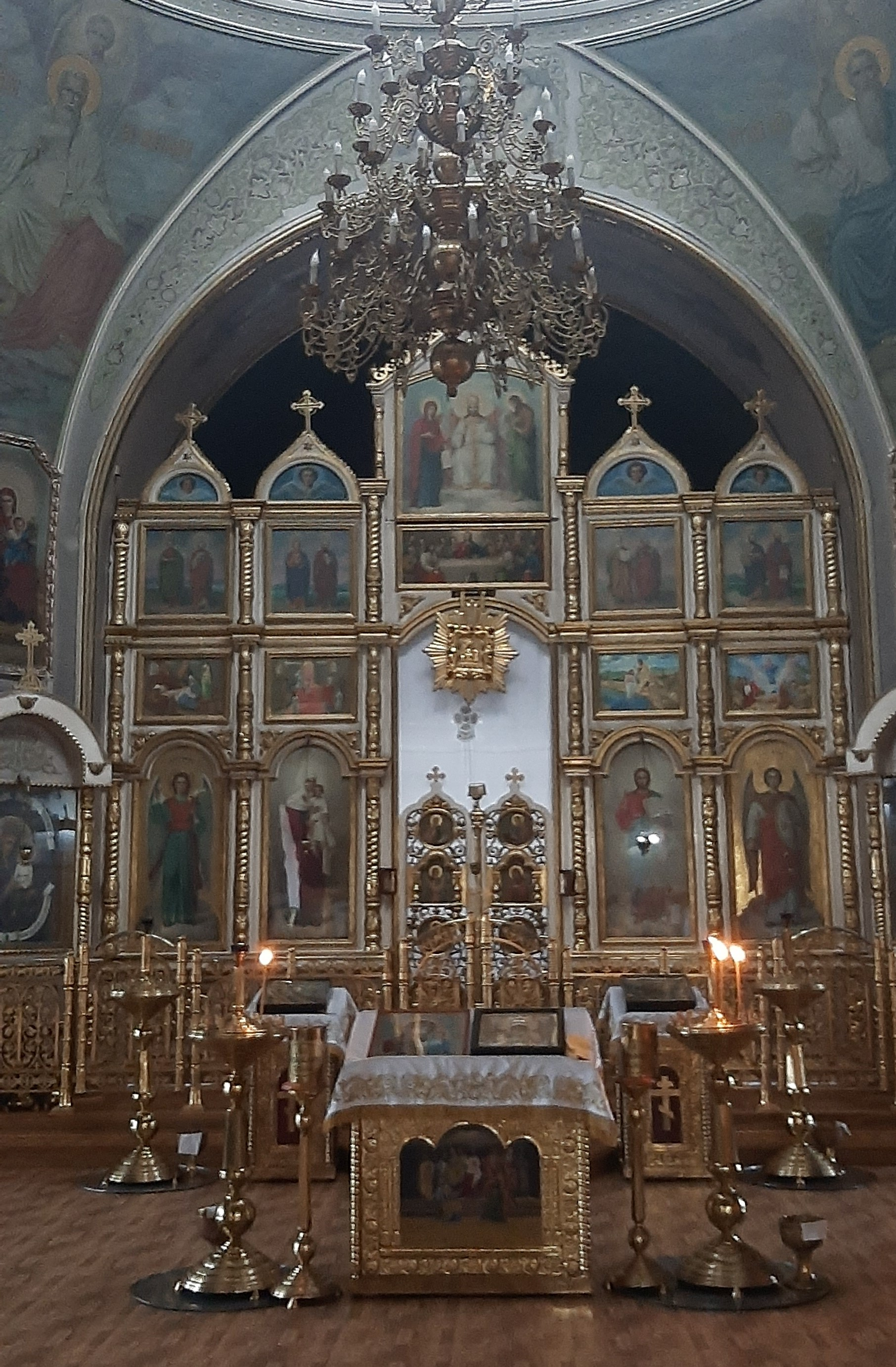

У другій половині 1990-х років турботами настоятеля протоієрея Романа Водяного почалося відновлення храму. Храм повністю відреставровано, стіни розписані найкращими майстрами. Дерев'яний паркан навколо церкви замінили на кам'яний.
20 травня 2018 року, напередодні дня пам'яті святителя Миколая, Високопреосвященніший Онуфрій, митрополит Харківський і Богодухівський звершив Велике освячення оновленого престолу.
Головна святиня храму — ікона святого Миколая Чудотворця Мирлікійського [Архівовано 12 грудня 2020 у Wayback Machine.].
Нині храм є діючим. При ньому працює недільна школа.
Свято-Миколаївський храм — пам'ятка архітектури. Знавці вважають Свято-Миколаївський храм одним із найкрасивіших серед культових споруд Харкова.